# Schloss Piesdorf

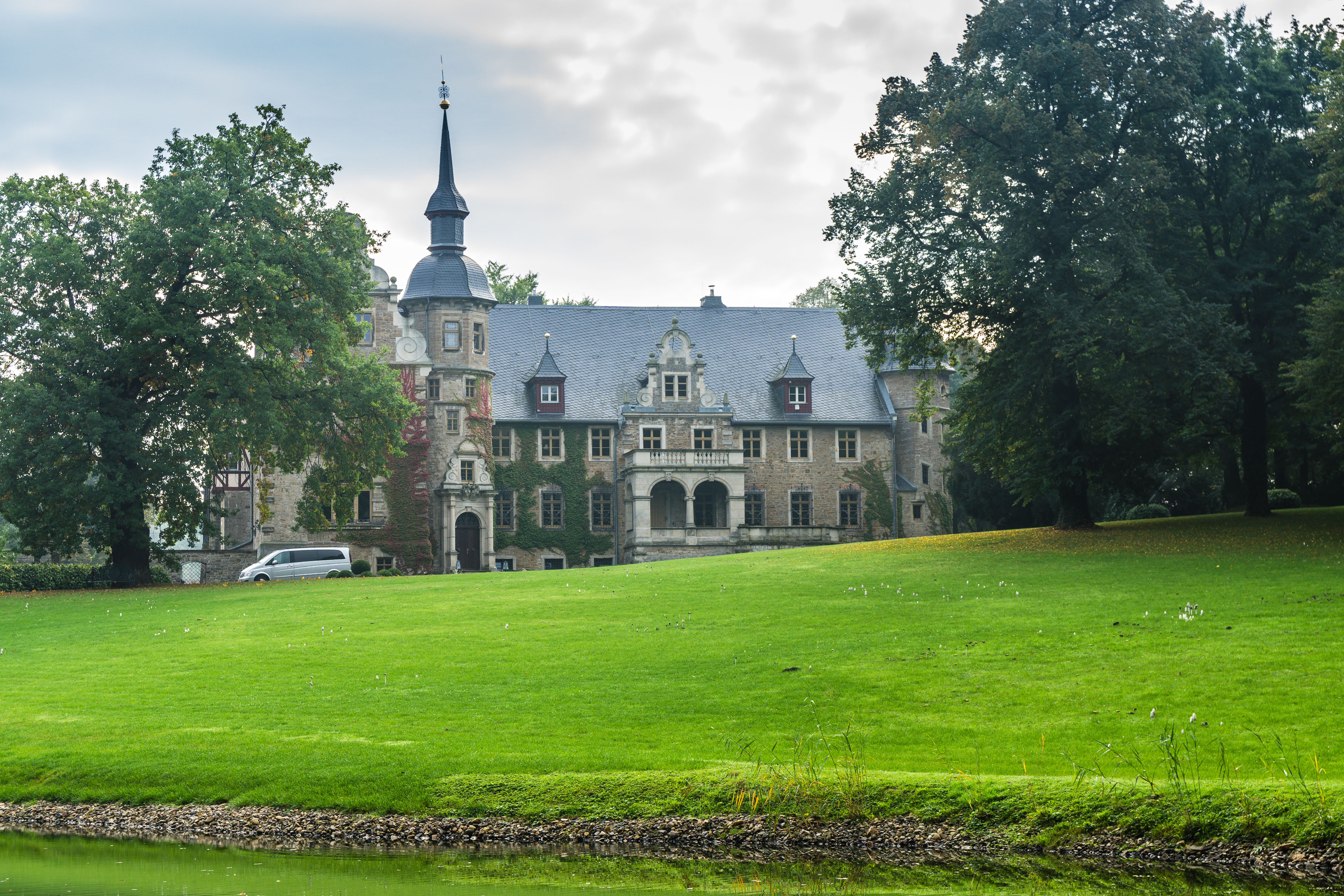
Schloss Piesdorf

Das Schloss Piesdorf ist ein Gebäudekomplex im Stil des Historismus im Ortsteil Piesdorf von Könnern im Salzlandkreis in Sachsen-Anhalt. Dazu gehört auch die neugotische Kapelle.

## Schloss

### Architektur
Das Schloss Piesdorf wurde 1868 durch Wilhelm Magnus Karl von Wedell unter Einbeziehung von Bausubstanz des um 1800 errichteten Vorgängerbauwerks erbaut. Das Bauwerk ist ein stattlicher zweigeschossiger Bruchsteinbau in Neorenaissanceformen auf einem T-förmigen Grundriss mit einem hohen Sockelgeschoss; der Haupteingang liegt im Winkel zwischen den beiden Flügeln als ein Treppenturm mit Haube und einem wappengeschmückten Portal. Mehrere Ziergiebel mit kräftigen Voluten akzentuieren das Bauwerk; vor der Westseite erstreckt sich eine Terrasse mit einem steinernen Balkon auf kurzen Säulen. Auf der Ostseite befindet sich ein weiterer Zugang mit repräsentativer Freitreppe und Podest.

### Ausstattung und Umgebung
Die ursprüngliche Ausstattung des zwischen 1949 und 1991 als Kinderheim genutzten Bauwerks (Bibliothek, Ahnengalerie und sogenannter Steinsaal) ging verloren. Das Schloss ist eingebettet in Gartenanlagen, auf der Rückseite liegt der sogenannte Scheunengarten, der vom Wirtschaftshof des Schlosses durch eine hohe Mauer getrennt ist. Nach 1975 wurde das Niveau durch Schaffung eines unterirdischen Kohlebunkers angehoben, daran schließt sich der Teichgarten an, der in eine heute verwilderte Parkanlage übergeht.

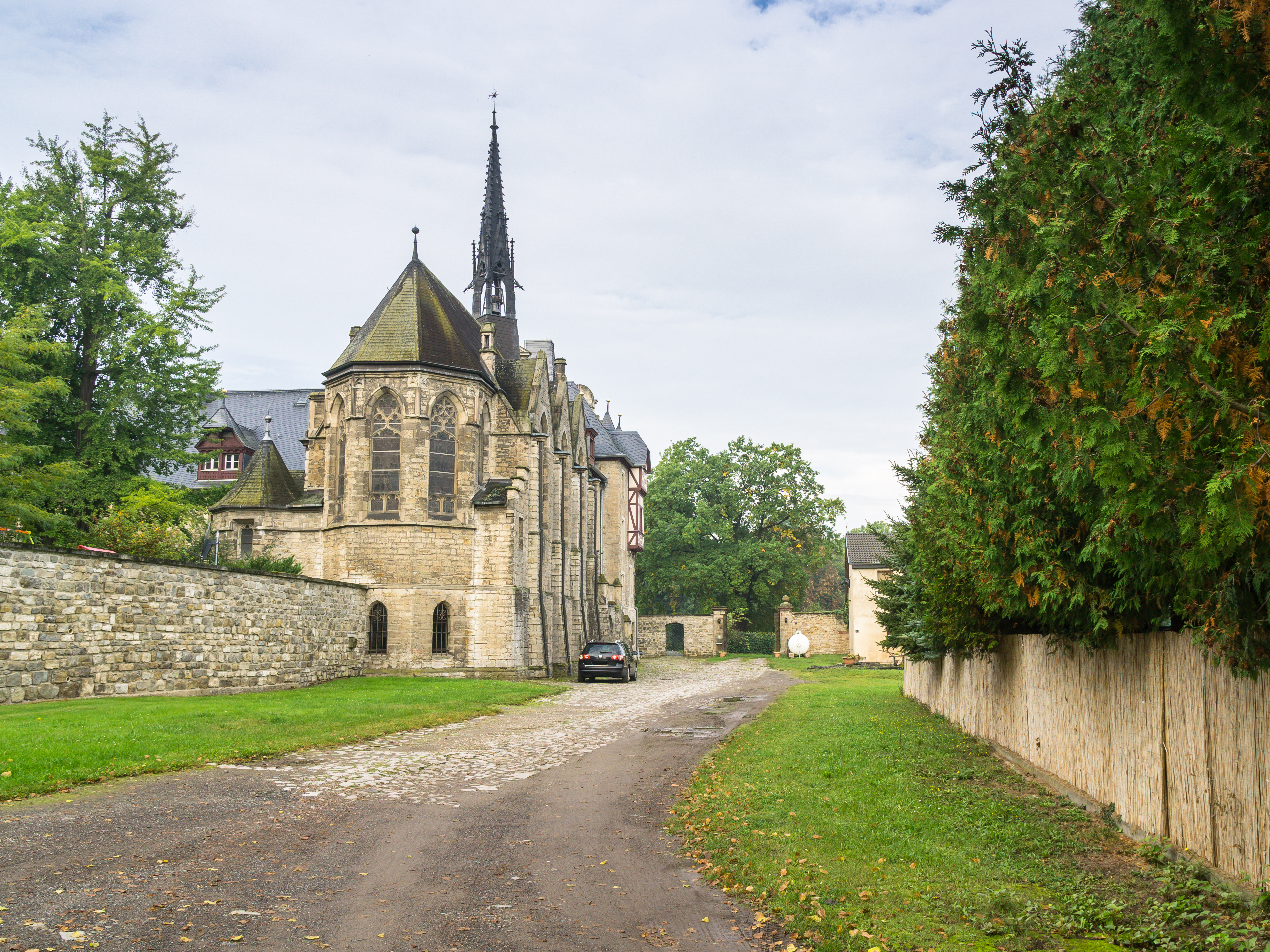
Schlosskapelle

## Schlosskapelle

### Architektur
Im rechten Winkel an das Schloss angrenzend liegt die 1892 geweihte Schlosskapelle der Familie von Wedell, die im Auftrag von Magnus Karl von Wedell (1837–1915) nach einem Entwurf von Ferdinand Schorbach aus Hannover erbaut wurde. Die zweigeschossige neugotische Saalkirche aus Bruchstein ist mit polygonalem Chorschluss und einer Sakristei versehen. Der Außenbau ist geprägt durch Zwerchgiebel, kräftige Strebepfeiler und schlanke Maßwerkfenster und wird bekrönt durch einen zierlichen Dachreiter. Repräsentative Zugänge erschließen die Kapelle sowohl vom Wirtschaftshof als auch vom Scheunengarten her.

### Ausstattung
Das Innere hat die sehr qualitätvolle Ausstattung aus der Entstehungszeit bewahrt. Im Chor sind Glasmalereien mit Darstellungen von Christi Geburt, Kreuzigung und Auferstehung erhalten, die von der Glasmalereianstalt Ferdinand Müller in Quedlinburg geliefert wurden. Der Altar, die Kanzel und das Patronatsgestühl mit Familienwappen in den Lehnen sowie die Orgelempore mit fein geschnitzter Brüstung stammen einheitlich von 1892; die Orgel ist ein Werk von Wilhelm Rühlmann aus Zörbig mit acht Registern auf einem Manual und Pedal. In der Vorhalle befindet sich ein Epitaph für Albert von Wedell mit einer Darstellung seiner Erschießung, ausgeführt als Gipsrelief von Paul Jockoff aus Schkopau.

## Umgebung
In der Dorfstraße 31 befindet sich das alte Gutshaus, ein nordöstlich vom Schloss gelegenes zweigeschossiges Bauwerk mit Mansarddach. Über dem mittig angeordneten Portal mit barockem Sandsteingewände befindet sich das Doppelwappen der Familien von Kotze und von Wedell, das von Greifen getragen wird. Angrenzend liegt ein weiteres barockes, zweigeschossiges Wohnhaus mit Krüppelwalmdach, das eine Inschriftkartusche mit Angaben zur Erbauung in den Jahren 1728–32 und die Initialen H.G.V.K. trägt.